# Niako
Niako és una petita població de Guinea, situada a la vora del riu Sankarani (riba dreta) i a uns 80 km a l'est de Kankan. Avui dia està formada per unes 25 edificacions i entre 100 i 200 cabanes pel que la població estaria per sota del miler de persones. El nom apareix habitualment com a Niako a les referències o clarament marcada amb aquest nom a la carta d'Àfrica de Régnauld de Lannoy de Bissyi tanmateix als mapes actuals però en alguns casos s'esmenta com a Niakho i com a Niakha
Fou una de les residències de Samori Turé, i quan estava allí era considerada la seva capital. En aquesta població, també esmentada com a Niakha, fou signat el tractat entre França i el Wassulu (Ouassoulou) que establia el Níger com a frontera el 21 de febrer de 1889.